# Ploceus albinucha
El tejedor de Maxwell (Ploceus albinucha) es una especie de ave paseriforme de la familia Ploceidae, propia de la selva tropical africana.